# Dankwartstraße 69 (Wismar)
Das Wohnhaus Dankwartstraße 69 in Wismar-Altstadt, Dankwartstraße, wurde 1870 gebaut.
Das Gebäude steht unter Denkmalschutz.

## Geschichte

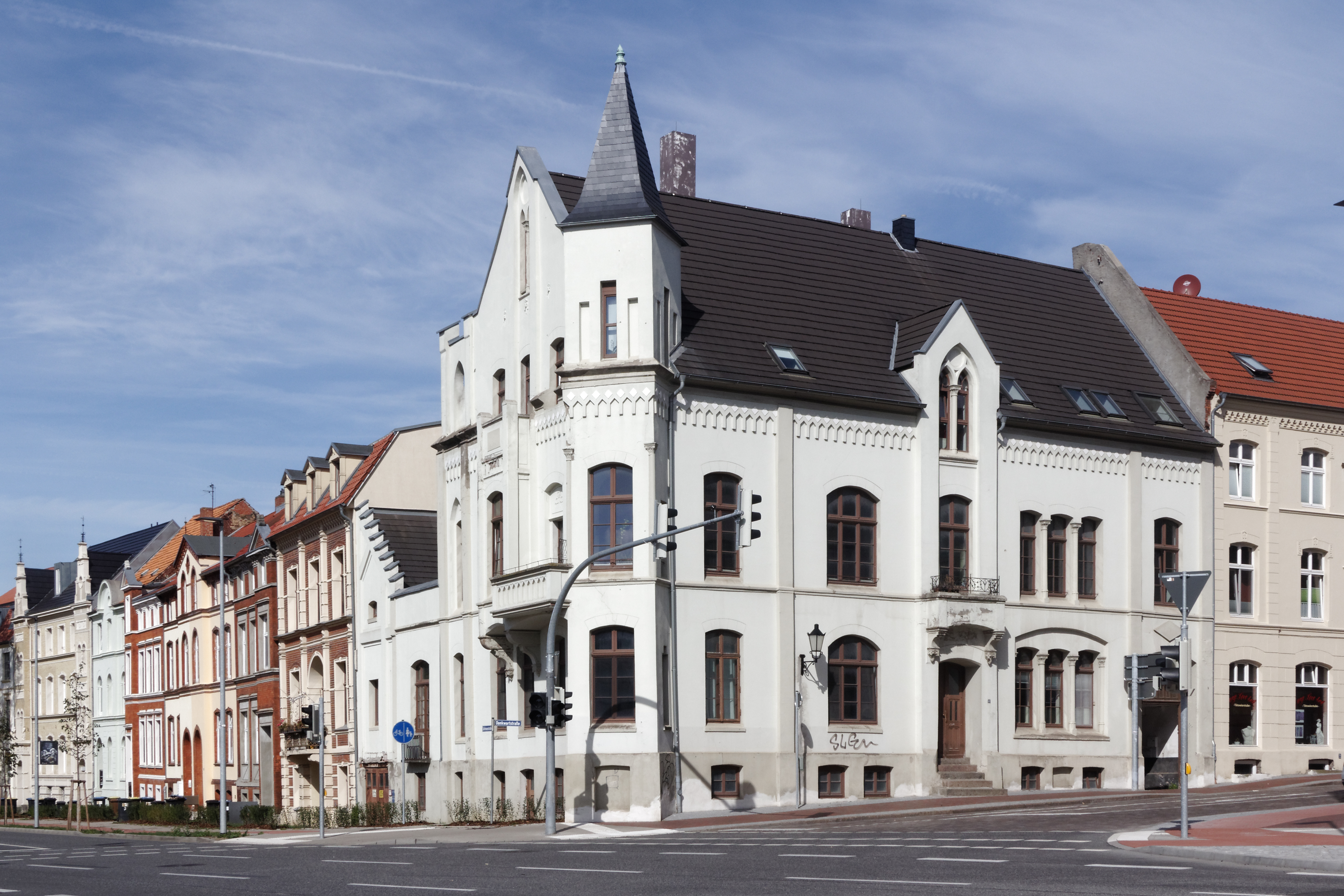
Links die Dahlmannstraße, rechts die Dankwartstraße

Am Ende der Dankwartstraße baute 1870 der Maurermeister Carl Gastler für sich das Gebäude an der Ecke zur Dahlmannstraße. Das historisierend zweigeschossige Eckhaus mit dem die Ecke betonenden dreigeschossigen quadratischen Türmchen, dem dreigeschossigen Giebelrisalit zur Dahlmannstraße mit Balkon, dem kleineren seitlichen Risalit als Betonung des Eingangs und den Verzierungen am Gesims ist ein typisches Bauwerk aus der Gründerzeit; etwas verspielt und mit Bauelementen verschiedener Bauepochen wie neogotische Fenster oder klassizistische Strukturen.
Das Haus wurde in den 2010er Jahren saniert.
Die Straße wurde benannt nach dem national-liberalen Historiker Friedrich Christoph Dahlmann (1785–1860), der zu den Göttinger Sieben gehörte, die 1837 gegen die Aufhebung der 1833 eingeführten liberalen Verfassung im Königreich Hannover protestierten. Die sieben Professoren wurden deshalb entlassen.